# Aldo Ciccolini

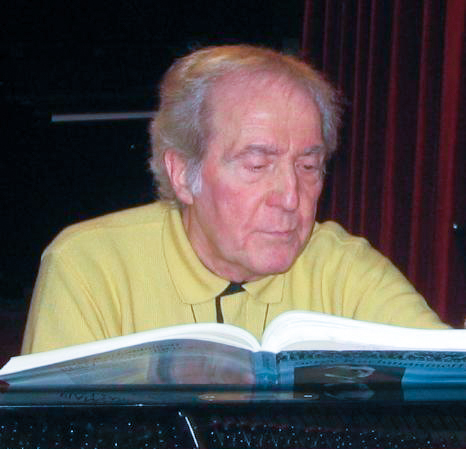
Aldo Ciccolini (2005)

Aldo Ciccolini (* 15. August 1925 in Neapel; † 1. Februar 2015 in Asnières-sur-Seine bei Paris) war ein französischer Pianist italienischer Herkunft. Sein Schwerpunkt lag auf der französischen Klaviermusik, insbesondere bei Erik Satie.

## Leben
Aldo Ciccolini stammte aus einer Musikerfamilie; sein Vater war Setzer. Im Alter von neun Jahren begann er ein Musikstudium am Konservatorium Neapel, mit einer Sondererlaubnis des damaligen Direktors Francesco Cilea. Dort nahm er Klavierstunden bei Paolo Denza, einem Schüler von Ferruccio Busoni, und studierte Komposition bei Achille Longo.
Seinen ersten Auftritt als Pianist hatte er mit dreizehn Jahren. 1941, damals sechzehnjährig, trat er mit Chopins 2. Klavierkonzert im Teatro San Carlo auf. Während des Zweiten Weltkriegs spielte er für den Lebensunterhalt seiner Familie vor US-amerikanischen Soldaten und in Bars. 1947 wurde er jüngster Professor für Klavier am Konservatorium seiner Heimatstadt. Ein Jahr später wurde er mit dem Santa-Cecilia-Preis in Rom ausgezeichnet. Beim Concours de Genève erhielt er eine Medaille. 1949 gewann er mit Wenzislaw Jankow den Long-Thibaud-Crespin-Wettbewerb in Paris. Dort erhielt er Unterweisungen von Marguerite Long, Alfred Cortot und Yves Nat. Noch im selben Jahr zog er in die französische Hauptstadt. 1969 wurde er französischer Staatsbürger. Nachdem er 1950 mit Tschaikowskis 1. Klavierkonzert unter Beteiligung der New Yorker Philharmoniker unter Dimitri Mitropoulos seinen ersten Auftritt in den USA hatte begann seine rege Konzertkarriere. Es führte ihn an die Wigmore Hall, die Royal Festival Hall und die Scala. Er war u. a. Begleiter von Elisabeth Schwarzkopf, Renata Scotto, Régine Crespin und Nicolai Gedda und hatte Auftritte mit Arthur Grumiaux, Henryk Szeryng, Jacques Thibaud und Paul Tortelier. Weitestgehend aber blieb er dem romanischen Raum treu.
Von 1971 bis 1988 war er Professor für Klavier am Conservatoire de Paris. An der Accademia di Biella begründete er im Anschluss eine Meisterklasse. Zu seinen Schülern gehörten u. a. die Pianisten Jean-Yves Thibaudet, Nicholas Angelich, Artur Pizarro, Roberto Cominati, Gabriele Carcano, Akiko Ebi, Géry Moutier und Marie-Josèphe Jude sowie der Dirigent Fabio Luisi.
Seine Diskografie beläuft sich auf über 100 Schallplatten und CDs. Er widmete sich u. a. den französischen Komponisten Claude Debussy und Maurice Ravel sowie Erik Satie, Camille Saint-Saëns und César Franck, den spanischen Komponisten Isaac Albéniz und Manuel de Falla sowie dem ungarischen Komponisten Franz Liszt. Ciccolini legte eine Gesamteinspielung der Musik von Erik Satie vor. Die konzertante Einspielung des Klavierwerks von Camille Saint-Saëns galt als Referenzaufnahme. Außerdem setzte er sich für die Werke von Emmanuel Chabrier, Jules Massenet, Charles Valentin Alkan und Déodat de Séverac ein. Weiterhin ließ er die vergessene Musik von Antonio Salieri und Mario Castelnuovo-Tedesco wieder aufleben. In seiner letzten Schaffensperiode konzentrierte er sich auf die Wiener Klassik mit ihren Protagonisten Wolfgang Amadeus Mozart und Ludwig van Beethoven. Er legte eine Gesamteinspielung der Beethoven-Klaviersonaten und eine Schumann-CD vor. 2010 veröffentlichte EMI 56 CDs mit seinen gesamten Einspielungen.
Die Sopranistin Elisabeth Schwarzkopf sagte über ihn: „Ich habe kaum einen wunderbareren Partner und Begleiter getroffen.“

## Auszeichnungen
2002 erhielt Ciccolini den Diapason d’or für seine Aufnahme des gesamten Klavierwerks von Janáček und von Schumann. Wiederholt wurde er mit dem Grand Prix du Disque ausgezeichnet. Zudem wurde er u. a. Offizier der Ehrenlegion sowie Kommandeur des Ordre des Arts et des Lettres und Offizier (1991) bzw. Kommandeur (2008) des Ordre national du Mérite. Im März 2013 wurde er in Mailand für sein Lebenswerk mit dem „Lifetime Achievement Award“ von der Jury des International Classical Music Award ausgezeichnet.

## Schriften (Auswahl)
- Ich bin ein „lirico spinto“: Unterredungen mit Pascal Le Corre. Staccato-Verlag, Düsseldorf 2014, ISBN 978-3-932976-57-5.